# Лі Янг Гу
Лі Янг Гу (кор. 이양구, 李良九, 11 жовтня 1959) — південнокорейський дипломат. Надзвичайний і Повноважний Посол Республіки Корея в Україні та Молдові за сумісництвом.

## Біографія
Народився 11 жовтня 1959 року в місті Хамян Південна провінція Кьонсан. Закінчив університет Ханянг у Сеулі, здобувши ступінь бакалавра політології та дипломатії.
З липня 1984 року — співробітник Міністерства закордонних справ Республіки Корея.
З червня 1993 року — другий секретар Посольства Кореї в Російській Федерації.
З червня 1996 року — консул Генерального консульства Кореї в Лос-Анджелесі, США.
З червня 1998 року — перший секретар посольства Кореї в Російській Федерації.
З січня 2002 року — директор з управління інформацією Міністерства закордонних справ і торгівлі (MOFAT).
З липня 2003 року — директор відділу Росії Міністерства закордонних справ і торгівлі (MOFAT).
З червня 2004 року — радник посольства Кореї у Французькій Республіці.
З лютого 2007 року — радник-посланник посольства Кореї в Республіці Казахстан.
З липня 2007 року — Генеральний консул Кореї в Астані, Казахстан.
З липня 2008 року — Генеральний консул Кореї в Алмати, Казахстан.
З лютого 2010 року — другий секретар канцелярії прем'єр-міністра Республіки Корея.
З серпня 2010 року — генеральний директор із планування та управління Міністерства закордонних справ і торгівлі (MOFAT).
З березня 2011 року — Генеральний консул Республіки Корея у Владивостоці.
З 5 березня 2016 року — Надзвичайний і повноважний Посол Республіки Корея в Україні.
14 червня 2016 року — вручив вірчі грамоти Президенту України Петру Порошенку.

## Громадська діяльність
Активно займається налагодженням співпраці Південна Корея—США—Україна. З 2023 року є головою Korea Ukraine New Building Association. Організував представницьку конференцію у парламенті Південної Кореї разом з Національною асамблеєю Республіки Корея, Альянсом відновлення України та Українською торгово-промисловою палатою, місією якої було залучення інвестицій для відновлення України.
У 2019 році отримав звання "Почесний доктор КНЛУ".